# Guacamaya, Honduras
Guacamaya är en ort i Honduras.   Den ligger i departementet Departamento de Santa Bárbara, i den västra delen av landet, 140 km nordväst om huvudstaden Tegucigalpa. Guacamaya ligger 673 meter över havet och antalet invånare är 1 250.
Terrängen runt Guacamaya är kuperad norrut, men söderut är den bergig. Runt Guacamaya är det ganska tätbefolkat, med 54 invånare per kvadratkilometer. Närmaste större samhälle är Santa Bárbara, 14,2 km sydväst om Guacamaya.  